# 拉哈尔普尔
27°42′36″N 80°54′05″E / 27.710096°N 80.901416°E
拉哈尔普尔（Laharpur），是印度北方邦Sitapur县的一个城镇。总人口50080（2001年）。

## 人口
该地2001年总人口50080人，其中男性26148人，女性23932人；0—6岁人口9650人，其中男4887人，女4763人；识字率40.68%，其中男性为46.95%，女性为33.84%。